# Bad Mood Rising
Bad Mood Rising è un album del gruppo musicale statunitense Melvins, pubblicato il 14 agosto 2022 sotto l'etichetta Amphetamine Reptile Records unicamente in formato LP.
Questo album è il 25º del gruppo.

## Tracce
Lato A
1. Mister Dog is Totally Right
2. Never Say You're Sorry

Lato B
1. My Discomfort is Radiant
2. It Won't Or It Might
3. Hammering
4. The Receiver and The Empire State

## Formazione
Gruppo
- Buzz Osborne – voce, chitarra
- Dale Crover – batteria, voce
- Steven Shane McDonald – basso

Ospiti
- Hv Bakshi – tabla
- Dylan Carlson – chitarra nel brano Mister Dog Is Totally Right
- Toshi Kasai – tastiere nel brano It Won’t Or It Might